# Therese Deutsch

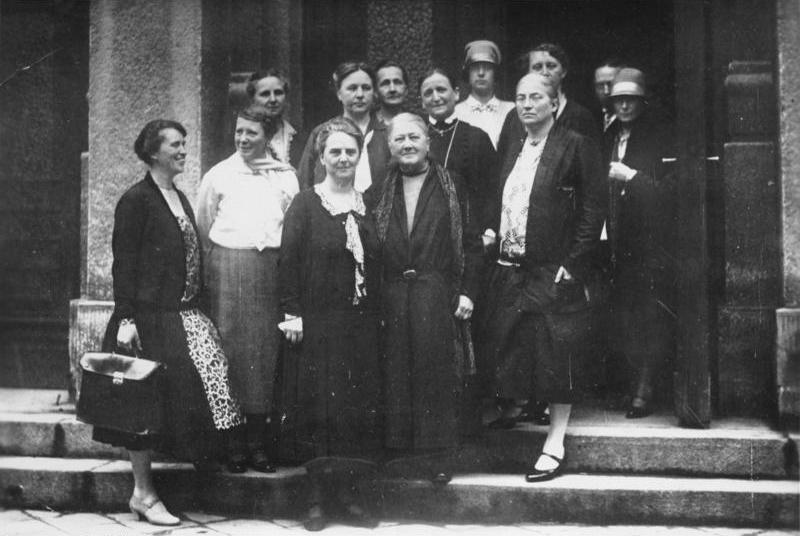
Auf einem DNVP-Parteitag in Königsberg, von links: Elsa Hielscher-Panten, Else von Sperber, Annagrete Lehmann, dahinter Magdalene von Tiling, Margarete Behm, dahinter Therese Deutsch, Helene Freifrau von Watter, Paula Müller-Otfried, dahinter Ulrike Scheidel

Therese Deutsch (* 11. Mai 1870 in Pilzen; † nach 1932) war eine deutsche Politikerin (DNVP).

## Leben
Therese Deutsch besuchte die Höhere Töchterschule und erhielt im Anschluss Privatunterricht. Später arbeitete sie als Erzieherin in Königsberg. Während der Zeit der Weimarer Republik trat sie in die DNVP ein und wurde Geschäftsführerin des Landesverbandes der DNVP Ostpreußen. Von 1921 bis 1932 war sie, mit kurzzeitiger Unterbrechung im Jahre 1928, Mitglied des Preußischen Landtages.